# Rotbeiniger Halsbock
Der Rotbeiniger Halsbock (Anoplodera rufipes, Syn.: Leptura rufipes) ist ein Käfer aus der Familie der Bockkäfer (Cerambycidae).

## Merkmale
Die Käfer sind 7 bis 12 Millimeter lang. Sie haben einen schwarzen Körper mit schwarzen Flügeldecken. Die ersten Glieder der Beine sind rot, die weiteren schwarz. Der ebenfalls schwarze Halsschild ist länger als breit und abgeflacht.

### Unterarten
- Anoplodera rufipes izzilloi Sama, 1999[1]
- Anoplodera rufipes rufipes (Schaller, 1783)[2]

## Vorkommen
Die Art kommt in Mitteleuropa, auf dem Balkan, in Kleinasien sowie im Kaukasus bis Persien vor. In Mitteleuropa ist sie überall ziemlich selten, besonders im Norden. Sie bevorzugt niedere Gebirgslagen.

## Lebensweise
Die Larven leben in dürren, vertrockneten Zweigen und Ästen von Eichen, seltener Buchen und Birken, von deren Holz sie sich ernähren. Die Käfer erscheinen von Mai bis Juni. Sie sind vor allem auf blühenden Sträuchern wie Weißdorn, Eberesche und Hartriegel zu finden.